# Gisèle Nyembo Muamba
Gisèle Nyembo Muamba est une boxeuse congolaise (RDC) née le 13 août 2004.

## Carrière
Gisèle Nyembo Muamba est médaillée d'argent dans la catégorie des moins de 52 kg aux Championnats d'Afrique de boxe amateur 2023 à Yaoundé.
Elle remporte la médaille de bronze dans la même catégorie aux Jeux africains de 2023 à Accra puis la médaille d'or aux Championnats d'Afrique de boxe amateur 2024 à Kinshasa.